# Muhamed Bešić
Muhamed Bešić (Berlim, 10 de setembro de 1992) é um futebolista germano-bósnio que atua como volante. Atualmente está sem clube.